# Endrunde der Deutschen Mannschaftsmeisterschaft im Schach 1977
Die Endrunde der Deutschen Mannschaftsmeisterschaft im Schach 1977 fand vom 3. bis 5. Juni in Weißenthurm statt. Über die viergleisige Bundesliga hatten sich der Delmenhorster SK (Gruppe Nord), Königsspringer Frankfurt (Gruppe West), der SC Kettig (Gruppe Südwest) und der SC 1868 Bamberg (Gruppe Süd) qualifiziert.

## 1. Runde
In der 1. Runde besiegte der Titelverteidiger SC 1868 Bamberg den mutmaßlichen Hauptkonkurrenten Königsspringer Frankfurt. Gleichzeitig erzielte der Delmenhorster SK einen klaren Sieg gegen den SC Kettig und setzte sich damit an die Spitze.
| Brett | SC 1868 Bamberg     | Königsspringer Frankfurt | 4,5:3,5 |
| ----- | ------------------- | ------------------------ | ------- |
| 1     | Lothar Schmid       | Bela Soos                | 1:0     |
| 2     | Helmut Pfleger      | Peter Staller            | 0,5:0,5 |
| 3     | Hans-Günter Kestler | Wolfram Bialas           | 0:1     |
| 4     | Bernd Feustel       | Gerhard Fahnenschmidt    | 0:1     |
| 5     | Wolfram Hartmann    | Jürgen Haakert           | 0,5:0,5 |
| 6     | Gerd Treppner       | Hans-Joachim Clara       | 0,5:0,5 |
| 7     | Gerald Hartmann     | Winfried Taeger          | 1:0     |
| 8     | Pavle Radic         | Egon Kurz                | 1:0     |

| Brett | Delmenhorster SK   | SC Kettig           | 6,5:1,5 |
| ----- | ------------------ | ------------------- | ------- |
| 1     | Claus Dieter Meyer | Jörg Weidemann      | 1:0     |
| 2     | Manfred Hermann    | Hartmut Kauder      | 1:0     |
| 3     | Reiner Franke      | Bernard de Bruycker | 1:0     |
| 4     | Manfred Dornieden  | Norbert Degenhardt  | 1:0     |
| 5     | Egon Ditt          | Helmut Hürter       | 1:0     |
| 6     | Karl Juhnke        | Raimund Busch       | 0:1     |
| 7     | Thomas Hickl       | Toni Sandmeier      | 1:0     |
| 8     | Ralf Lau           | Ralf Laven          | 0,5:0,5 |

## 2. Runde
In der 2. Runde besiegte der SC 1868 Bamberg den Delmenhorster SK und übernahm damit die Tabellenführung. Gleichzeitig landete Königsspringer Frankfurt einen hohen Sieg gegen den SC Kettig.
| Brett | Königsspringer Frankfurt | SC Kettig           | 6:2 |
| ----- | ------------------------ | ------------------- | --- |
| 1     | Bela Soos                | Jörg Weidemann      | 1:0 |
| 2     | Peter Staller            | Hartmut Kauder      | 0:1 |
| 3     | Gerhard Fahnenschmidt    | Bernard de Bruycker | 1:0 |
| 4     | Wolfram Bialas           | Norbert Degenhardt  | 1:0 |
| 5     | Markus Bassler           | Helmut Hürter       | 1:0 |
| 6     | Jürgen Haakert           | Raimund Busch       | 1:0 |
| 7     | Egon Kurz                | Toni Sandmeier      | 1:0 |
| 8     | Hans-Joachim Clara       | Ralf Laven          | 0:1 |

| Brett | SC 1868 Bamberg     | Delmenhorster SK   | 5:3     |
| ----- | ------------------- | ------------------ | ------- |
| 1     | Lothar Schmid       | Manfred Hermann    | 0,5:0,5 |
| 2     | Helmut Pfleger      | Claus Dieter Meyer | 0,5:0,5 |
| 3     | Hans-Günter Kestler | Reiner Franke      | 1:0     |
| 4     | Bernd Feustel       | Manfred Dornieden  | 1:0     |
| 5     | Wolfram Hartmann    | Karl Juhnke        | 0:1     |
| 6     | Gerd Treppner       | Egon Ditt          | 0,5:0,5 |
| 7     | Jürgen Teufel       | Manfred Hempel     | 1:0     |
| 8     | Pavle Radic         | Ralf Lau           | 0,5:0,5 |

## 3. Runde
Bamberg benötigte zur Titelverteidigung nur noch ein 4:4 gegen den Tabellenletzten Kettig und erreichte dieses auch nach hartem Kampf, während sich Königsspringer Frankfurt durch einen Sieg gegen Delmenhorst den zweiten Platz sicherte.
| Brett | Delmenhorster SK   | Königsspringer Frankfurt | 3:5     |
| ----- | ------------------ | ------------------------ | ------- |
| 1     | Manfred Hermann    | Peter Staller            | 0:1     |
| 2     | Claus Dieter Meyer | Bela Soos                | 0,5:0,5 |
| 3     | Reiner Franke      | Wolfram Bialas           | 1:0     |
| 4     | Manfred Dornieden  | Gerhard Fahnenschmidt    | 0:1     |
| 5     | Karl Juhnke        | Jürgen Haakert           | 0:1     |
| 6     | Egon Ditt          | Markus Bassler           | 0:1     |
| 7     | Thomas Hickl       | Hans-Joachim Clara       | 1:0     |
| 8     | Ralf Lau           | Egon Kurz                | 0,5:0,5 |

| Brett | SC Kettig           | SC 1868 Bamberg     | 4:4     |
| ----- | ------------------- | ------------------- | ------- |
| 1     | Jörg Weidemann      | Lothar Schmid       | 0,5:0,5 |
| 2     | Hartmut Kauder      | Helmut Pfleger      | 0:1     |
| 3     | Bernard de Bruycker | Hans-Günter Kestler | 1:0     |
| 4     | Norbert Degenhardt  | Bernd Feustel       | 0:1     |
| 5     | Helmut Hürter       | Wolfram Hartmann    | 1:0     |
| 6     | Raimund Busch       | Gerd Treppner       | 1:0     |
| 7     | Toni Sandmeier      | Jürgen Teufel       | 0,5:0,5 |
| 8     | Ralf Laven          | Volkhard Rührig     | 0:1     |

## Abschlusstabelle
|    | Verein                   | Sp | G | U | V | MP  | Brett-P.  |
| -- | ------------------------ | -- | - | - | - | --- | --------- |
| 1. | SC 1868 Bamberg          | 3  | 2 | 1 | 0 | 5:1 | 13,5:10,5 |
| 2. | Königsspringer Frankfurt | 3  | 2 | 0 | 1 | 4:2 | 14,5:9,5  |
| 3. | Delmenhorster SK         | 3  | 1 | 0 | 2 | 2:4 | 12,5:11,5 |
| 4. | SC Kettig                | 3  | 0 | 1 | 2 | 1:5 | 7,5:16,5  |